# Joachim Godske Moltke
Joachim Godske lensgreve Moltke (27. juli 1746 på Marienborg, Møn – 5. oktober 1818 i København) var en dansk godsejer, lensgreve og statsminister.

## Uddannelse og udlandsrejse
Joachim Godske Moltke var en yngre søn (den 5.) af Adam Gottlob Moltke (d. 1792) og født i dennes 1. ægteskab. For ham som søn af den indflydelsesrigeste mand i Landet var det ikke svært at komme frem; han var kun 9 år, da han blev løjtnant, og 10 år, da han blev kaptajn i fodfolket. I en alder af 14 år blev han kaptajn i garden. Men det videre avancement på den militære løbebane tiltalte ham ikke. Han hørte juridiske forelæsninger, så snart han var i stand til at følge sådanne, og faderen, som forstod at skatte betydningen af en omhyggeligere og mere omfattende uddannelse end den, han selv havde fået, lod den vel begavede søn, da han blev 16 år, foretage en udenlandsrejse på ikke mindre end 5 år. Moltke, der var en flittig, samvittighedsfuld natur, studerede med grundighed ved flere universiteter; under sit ophold i Leipzig blev han nøje knyttet til digteren Christian Fürchtegott Gellert, med hvem han senere stod i stadig brevveksling; også den ansete filolog Johann August Ernesti satte megen pris på ham.

## Hastig opadgående karriere
Da han kom hjem, blev han 1768, 22 år gammel, kammerherre (efter at have været kammerjunker siden 1759), og, hvad der er betegnende for datidens stormandsvælde, han fik samtidig stilling som deputeret i Søetatens General-Kommissariatskollegium (1770 deputeret i Admiralitets- og General-Kommissariatskollegiet); men så bragte Struensee-tiden en kort afbrydelse. Han, der ikke ville indlade sig med de nye magthavere, tog sin afsked i april 1771; men straks efter Struensees fald fik han sit embede igen, 20. januar 1772. Kort efter blev han deputeret for Finanskollegiets danske kammer, direktør for Øresunds Toldkammer og medlem af Overskattedirektionen (2. juli 1772). Derfra avancerede han videre, så at han 14. januar 1773 blev 1. deputeret i General-Toldkammeret, deputeret i Finanskollegiet, Kommercekollegiet og Bjærgværksdirektoriet.
Herfra ophøjedes han, for øvrigt ingenlunde efter eget ønske, men med ængstelse for de opgaver, han måtte få at gøre med, til som 1. deputeret at komme i spidsen for Finanskollegiet med Rentekammeret og Bjærgværksdirektoriet og til at være direktør for Fonden ad usus publicos (9. december 1776). Med den virksomhed, han her fik, forenede han snart efter så vidt forskellige stillinger som det at blive medlem af Generalvejkommissionen (1778) og chef for det Kongelige Bibliotek (1780); endelig blev han (28. april 1781) også statsminister. Naturligvis tilfaldt der ham tillige ordensdekorationer. Hvid ridder var han blevet 1773, og Ridder af Elefanten blev han 1783. Gehejmerådstitlen havde han fået 1775.

## Schack Rathlou og søgen efter en hustru
Mens han således steg højere og højere, var han kommen i en nøje berøring med Joachim Otto Schack-Rathlou, der også havde stået hans fader nær, og han sluttede sig med den største tillid til denne statsmand, med hvem han samstemmede mere end med nogen anden af datidens politiske personligheder. For ham lettede han sit hjerte, da han var ængstelig ved at skulle have med Rentekammeret at gøre, og ham tog han på råd med, da han, 36 år gammel, tænkte på at gifte sig. Første gang, Schack-Rathlou anbefalede ham en ung dame til kone, blev det ikke til noget dermed. Moltke syntes vistnok meget godt om hende; men hans fader fandt uheldigvis, at der var noget i vejen med hendes talje, især ved den ene skulder, og efter hans forestillinger lod Moltke da sagen falde. Han var imidlertid meget ked deraf, men skrev dog til Schack-Rathlou om atter at tænke på ham, når han traf en ung dame, som han syntes kunne passe til ham; han tilføjede som en indskrænkning, at han umådelig nødig ville have en hustru fra Holsten. Schack-Rathlou så sig da atter om efter en sådan til ham; men det blev netop en dame fra Holsten, en frøken Georgine Buchwald (født 31. marts 1759), datter af landråd Casper Buchwald, hans valg faldt på, og han måtte derfor bestå en kamp med Moltkes "Fordomme". Omsider gav denne dog efter, og dette ægteskab (sluttet 6. november 1783), der var blevet til på en sådan, alt andet end romantisk, måde, blev siden i høj grad lykkeligt.

## Konservative holdninger
Den samstemning, der fandt sted imellem Moltke og Schack-Rathlou, trådte stærkest frem, hvad det store landbospørgsmål angik. Moltke stod her ganske på sin faders standpunkt, der også faldt sammen med Schack-Rathlous. Han kunde indlade sig på reformer af økonomisk natur, og han indlagde sig en virkelig fortjeneste ved at få forordningen af 23. april 1781 udstedt, hvorved endelig fællesskabet også inden for de enkelte landsbyers område fik et dødsstød. Men de videregående reformer fandt i ham en lige så bestemt modstander som i Schack-Rathlou, Ove Høegh-Guldberg, Frederik Christian Rosenkrantz og andre. Samvittighedsfuld og grundig i sit arbejde manglede han på dette område frit og stort syn, og det var også betegnende for hans ultrakonservative standpunkt, at han forholdt sig uvillig til nordmændenes ønsker om fritagelse for den tvang, som forordningen af 16. september 1735 havde pålagt dem ved at forbyde indførsel af korn til det søndenfjeldske Norge fra andre Steder end fra Danmark.

## Afskedigelse
Åbenbart trængtes der i landbosagen til nye kræfter, og det var fra den side set godt, at Moltke gik af fra sine embeder som følge af regeringsforandringen 14. april 1784, og at han som 1. deputeret i Rentekammeret afløstes af Christian Ditlev Reventlow. Herefter var Moltkes politiske rolle udspillet for ikke mindre end 30 år, og han måtte som privatmand se på, at landboreformerne gik deres gang, disse reformer, om hvilke han skrev til Schack-Rathlou, at de "kun sigte til at tilintetgjøre vor Tilværelse og ødelægge Statens Hjælpekilder".
Imidlertid havde Moltke, der var en god økonom og tillige skal have spekuleret heldig i aktier, samlet sig formue og købt godset Einsiedelsborg på Fyn (1781). Han kunne ret hellige sig til dets bestyrelse, og ved siden deraf optog også Vemmetofte Klosters sager ham meget. Han var allerede 1776 bleven en af dets to kuratorer, og den store dygtighed, han besad som godsadministrator, kom i de 42 år, hvori han virkede i denne stilling, i høj grad klosteret til gode. Også for Vallø Stift, som han 1791 blev kurator for, viste han en lignende interesse. I året 1792, da hans fader døde, blev det ham, der kom til at arve grevskabet Bregentved. Ifølge en tradition i familien var hans ældre broder Christian Magnus Moltke egentlig udset til at følge efter faderen som lensgreve; men den gamle Moltke havde udelukket ham derfra på grund af hans sympatier for den Franske Revolutions idéer. Da der ville påhvile den, som overtog grevskabet, en del udbetalinger, der kunne være trykkende nok, og da Moltke formodentlig frygtede slemme virkninger af de ham forhadte landboreformer, var han i flere år i tvivl, om han skulle overtage grevskabet; men da han fik en del kontante penge ved efter Christiansborgs brand 1794 at sælge det Moltkeske Palæ på Amalienborg, og da der kom gode år for landmændene, besluttede han sig, til held for sig og sine efterkommere, til at overtage grevskabet. Einsiedelsborg solgte han 1792.
Hvor meget hans private forhold end optoge ham, var han dog misfornøjet med at være uden politisk indflydelse; han blev under disse forhold endnu mere konservativ, end han ellers ville være blevet, lige til hårdnakket at holde på sin gammeldags klædedragt og sine gammeldags manerer. Imidlertid var han dog fordomsfri og brav nok til at vise sin hyldest imod mindet om den mand, hvem regeringsforandringen 1784 havde hævet højere end nogen anden, nemlig Andreas Peter Bernstorff. Det fortjener at nævnes, at da denne døde 1797, lod han den fest bekoste, som Københavns Universitet holdt for at minde den afdøde statsmand.

## Svære år
En række år efter Moltkes afskedigelse 1784 var trods forskellige vanskeligheder i det hele en lykkelig tid for landet; men så kom de tunge trængselsaar efter Københavns bombardement 1807. Moltke var en varmtfølende dansk mand. Når der i vor historie ingenlunde er få eksempler på, at indvandrede tyske mænd og slægter hurtig og inderlig har sluttet sig til det danske folk og er blevet lige så danske som de, hvis indenlandske byrd gik tilbage til den grå middelalder, så hører familien Moltke til dem. Det gjaldt f.eks. om
Joachim Godske Moltke som om Frederik Moltke, og hans danske følelse var så bekendt, at når man i den tid talte om et dansk parti i modsætning til et tysk, blev han netop opfattet som en hovedmand i det danske parti. Der var for en varm fædrelandsven nok at græmme sig over i tiden fra 1807-14, også når man så på den styrelse, der førtes i Danmark-, men til den tunge stemning, disse forhold fremkaldte hos Moltke, kom i disse år oven i købet en stor privatsorg, han mistede nemlig sin hustru (død 16. april 1808).

## Tilbagevenden til statsministerposten
Straks efter Regeringsforandringen 1784 havde Frederik 6. som ung kronprins haft "formelig Modbydelighed" for Moltke og følt levende mistillid til ham. Men denne højst ungdommelige stemning forandredes efterhånden. Moltkes grundmuret hæderlige karakter skabte ham alt for stor anseelse hos alle, hvad enten de delte hans meninger eller ikke, til at Frederik 6. ikke med årene skulle komme til at se anderledes på ham. Da Moltke i året 1808 som ældste Elefantridder blev ordenskansler, fremkaldtes der derved en vis tilnærmelse imellem ham og kongen, der da også gav ham titel af gehejmekonferensråd, og da statens stilling i enhver henseende i året 1813 udviklede sig til at blive helt fortvivlet, var Moltke iblandt de mænd, Frederik 6. søgte råd hos. Jacob Peter Mynster, der stod ham nær, har fortalt, at da Ernst Heinrich von Schimmelmann under den finansielle elendighed ikke vidste sine levende råd, men den ene gang efter den anden gentog de ord: "Der maa hurtig skaffes Hjælp, Lyset brænder i begge Ender", rådede Johan Sigismund Møsting kongen til at henvende sig til Moltke. Frederik 6. fulgte rådet, og efter 30 års afbrydelse blev Moltke atter statsminister 7. december 1813. Umiddelbart førend han fik denne udnævnelse, havde han deltaget i de forhandlinger, der førtes af en snævrere kreds af mænd om, hvorvidt der skulle arbejdes på ved afståelse af Trondhjem Stift at slippe for tabet af hele Norge.
Da Frederik 6. få måneder herefter atter lod Statsrådet træde i virksomhed, kom Moltke derved til stærkt at deltage i overvejelserne over statens forhold. Mynster fortæller, at Moltke i denne tid var stærkt nedbøjet ved tanken om de farer, der truede staten. "Det er en saa skrækkelig Tanke," sagde han blandt andet en dag til Mynster, "at alt dette (Danmark) nu er samlet, og om 6 Uger er det maaske opløst"; men Mynster tilføjer tillige, at så snart der var noget at foretage, tog Moltke sig sammen og var i tale og handling ganske den, han plejede at være. I det enkelte at påvise, hvilke regeringsskridt han har fremkaldt, lader sig ikke gøre; men vi har de vægtigste vidnesbyrd om, at han i de nærmeste år efter 1814 spillede en både meget smuk og meget betydningsfuld rolle, ja at han var den mest fremtrædende blandt kongens rådgivere. Hans kollega Møsting anerkendte i de stærkeste udtryk over for Mynster hans betydning, og skønt den bekendte diplomat Georg Johann Rist som holstener ikke holdt af at se, at med Moltke det rent danske element ganske fik overhånd i statsmandskredsen i København, har dog netop han i sine Lebenserinnerungen i stærke ord udtalt sin anerkendelse både af Moltkess tillidvækkende og besindige personlighed, af den takt, med hvilken han optrådte både over for kongen og de andre ministre, og af den kraft og ordenssans, med hvilken han greb ind i de statssager, han fik at gøre med. Vistnok var Møsting egentlig finansminister, og Moltke havde ikke noget andet særligt finansielt embede end at være i. Medlem af direktionen for statsgælden (fra
9. februar 1816), men det var dog netop ordningen af finansvæsenet, hvoraf han havde de største fortjenester, og det var særlig med hensyn til den del af statsstyreisen et stort tab, at han, 72 år gammel, døde 1818. Ved salvingen 1815 var han blevet overkammerherre.

## Videnskabelig interesse
Det er ovenfor sagt, at Moltke i sin ungdom studerede ivrig ved flere universiteter. Den kærlighed, han følte til videnskabelige studier, fandt blandt andet sit udtryk ved en tysk oversættelse, han udarbejdede af Quintilians 10. bog (udgivet 1776), og ved nogle anmeldelser, han skrev i Leipziger gelehrte Zeitung. Senere, da han blev chef for det store kongelige Bibliotek, fik han derved på en anden måde lejlighed til at gøre videnskaben gavn, og han havde i flere henseender virkelige fortjenester af bibliotekets ordning og udvidelse. Det havde åbenbart i hans ungdom nærmest været den klassiske filologi, der havde interesseret ham, men det er dog blevet til vore naturhistoriske museer, at mindet om ham stærkest er blevet knyttet. Han skænkede nemlig universitetet den naturhistoriske samling, som hans fader havde efterladt sig, og som han selv forøgede, og foruden at han i levende live skænkede 10000 rigsdaler til indkøb af naturhistoriske værker til universitetet, bestemte han ved sit testamente 60000 rigsdaler til fremme af det naturhistoriske studium ved Universitetet. Samtidig gav hans testamente vidnesbyrd om hans milde, humane sind ved de betydelige legater i godgørende retning, som det indeholdt.
Moltke havde kun én søn, statsmanden Adam Wilhelm Moltke.